# Upplands runinskrifter 14
Runinskrift U 14 är av granit. Stenen står troligen i det närmaste på ursprunglig plats. Ännu i början av 1900-talet låg den invid stranden men flyttades då 15 meter upp och restes på sin nuvarande plats. Med all säkerhet har ristningsytan varit vänd mot vattnet, väl synlig för förbipasserande båtresenärer. Sonens namn är troligen ursprungligen ett adjektiv med betydelse ”framsynt”[källa behövs].

## Inskriften
Translitterering av runraden:
tuki : ok : þorker : þau · li… … at : forkun : sun : sin :
Normalisering till runsvenska:
Toki ok Þorgærðr þau le[tu] ... at Forkunn, sun sinn.
Översättning till nusvenska:
Toke och Torgärd de lät [resa stenen] efter Forkunn, sin son